# IC 160
IC 160 ist eine linsenförmige Galaxie vom Hubble-Typ SAB0- pec? im Sternbild Walfisch am Südsternhimmel. Sie ist rund 250 Millionen Lichtjahre von der Milchstraße entfernt und hat einen Durchmesser von etwa 90.000 Lichtjahren.
Entdeckt wurde das Objekt am 2. Januar 1892 vom französischen Astronomen Stéphane Javelle.